# Erica Durance
Erica Durance (Calgary, 21 giugno 1978) è un'attrice canadese, conosciuta per il ruolo di Lois Lane nella serie televisiva Smallville e di Alex Reid in Saving Hope.

## Biografia
Erica cresce nei sobborghi di Three Hills, un piccolo centro periferico di Calgary, ed è la più piccola della famiglia, dopo un fratello e una sorella. Il padre Joel è camionista di una ditta di trasporti, mentre la madre Gail lavora nella biblioteca cittadina. I primi anni sono trascorsi tra la fattoria, la scuola e le lezioni di teatro. Conclusi gli studi superiori, nel 1999 si trasferisce a Vancouver per diventare un'attrice professionista.

### Vita privata
Si è sposata nel 1996, all'età di diciott'anni, con Wes Parker, ma divorzia dopo tre anni; durante questo matrimonio viene accreditata come Erica Parker, ma cambia il cognome non appena terminata l'unione. L'8 gennaio 2005 ha sposato l'attore David Palffy. Ha un figliastro, nato da una precedente relazione del marito, e due figli naturali nati nel 2015 e nel 2016.

## Carriera
La sua carriera inizia nel 2002 con una parte nel film horror The Untold - Agguato nel buio, dove utilizza il nome Erica Parker, che abbandona circa due anni dopo. L'anno successivo ha un'altra piccola parte in altro film di genere horror, The House of the Dead.
Il 2004 registra la sua partecipazione a svariate serie televisive, come Tru Calling, Andromeda, Stargate SG-1 e The Collector. Sempre nel 2004, Erica Durance ottiene la parte di Lois Lane nella quarta stagione di Smallville, ruolo che interpreta, prima come guest star, poi come regular, fino al 2011, anno di conclusione della serie.
Nel 2006 recita nel film di fantascienza The Butterfly Effect 2 e nel thriller Island Heat: Stranded; l'anno seguente, ha il ruolo da protagonista nella commedia televisiva Un matrimonio molto particolare. Nel 2009 è Marion nel film su Robin Hood Beyond Sherwood Forest, Megan in Verdetto finale e Julia in The Building. In quest'ultimo, interpreta una donna incinta che per caso inizia ad ascoltare le chiamate degli inquilini del suo palazzo e scopre che uno di loro potrebbe essere coinvolto in un omicidio.
Nel 2010 interpreta Natalia nel film di Leif Bristow Sophie; l'anno seguente, ha un ruolo da guest star in Charlie's Angels. A febbraio 2011 viene nominata come Best Actress in a Television series ai Saturn Award per Smallville e a giugno come Best Actress in a Fantasy/Sci-Fi Show ai Teen Choice Awards.
Nel 2012 viene annunciata la sua partecipazione come protagonista alla nuova serie televisiva medica Saving Hope, della quale è anche produttrice; compare inoltre in un episodio di Harry's Law, nella commedia Tim and Eric's Billion Dollar Movie e nella serie antologica 6 passi nel giallo.

## Filmografia

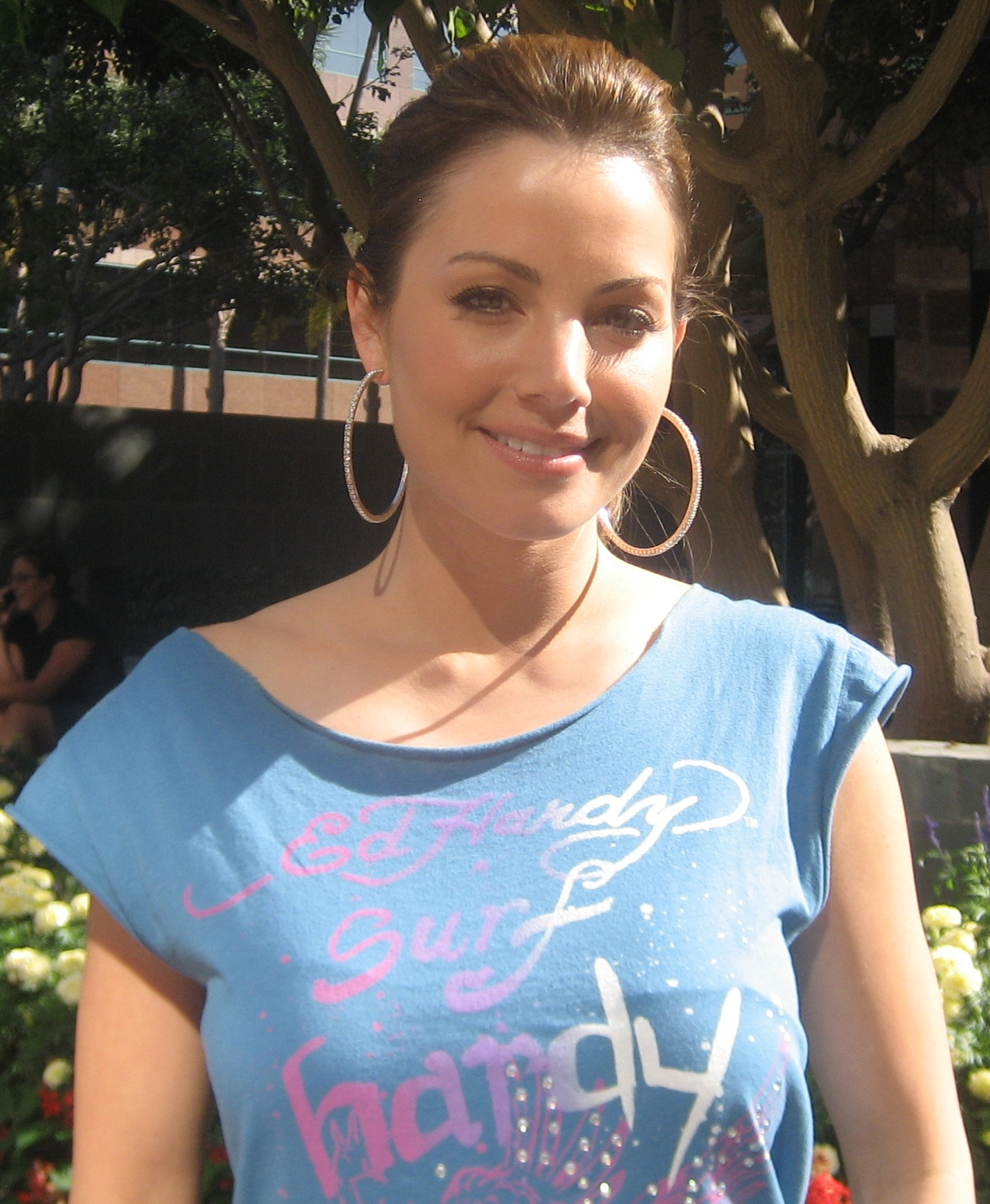
Erica Durance nel 2008

### Cinema
- The Untold - Agguato nel buio (The Untold), regia di Jonas Quastel (2002)
- House of the Dead, regia di Uwe Boll (2003)
- The Butterfly Effect 2, regia di John R. Leonetti (2006)
- Sophie & Sheba, (Sophie) regia di Leif Bristow (2010)
- Tim and Eric's Billion Dollar Movie, regia di Tim Heidecker e Eric Wareheim (2012)
- Painkillers, regia di Peter Winther (2015)

### Televisione
- 111 Gramercy Park, regia di Bill D'Elia – film TV (2003)
- Tornado, la furia del diavolo (Devil Winds), regia di Gilbert Shilton – film TV (2003)
- The Bridge, regia di Philip Cooke – cortometraggio (2004)
- The Chris Isaak Show – serie TV, episodio 3x03 (2004)
- Tru Calling – serie TV, episodio 1x13 (2004)
- Andromeda – serie TV, episodio 4x20 (2004)
- Stargate SG-1 – serie TV, episodio 8x07 (2004)
- The Collector – serie TV, episodio 1x13 (2004)
- Smallville – serie TV, 141 episodi (2004-2011) – Lois Lane
- Island Heat: Stranded, regia di Kern Konwiser – film TV (2006)
- Un matrimonio molto particolare (I Me Wed), regia di Craig Pryce – film TV (2007)
- Un vicino pericoloso (The Building), regia di Terry Ingram – film TV (2009)
- Verdetto finale (Final Verdict), regia di Richard Roy – film TV (2009)
- Robin Hood - Il segreto della foresta di Sherwood (Beyond Sherwood Forest), regia di Peter DeLuise – film TV (2009)
- Charlie's Angels – serie TV, episodio 1x04 (2011)
- Harry's Law – serie TV, episodio 2x11 (2012)
- 6 passi nel giallo – serie TV, episodio 1x04 (2012)
- Saving Hope – serie TV, 85 episodi (2012-2017)
- Mistero al matrimonio (Wedding Planner Mystery), regia di Ron Oliver (2014)
- Private Eyes – serie TV, episodio 4x01 (2016)
- Supergirl - serie TV, 10 episodi (2017-2019)
- Batwoman - serie TV, episodio 1x09 (2019) – Lois Lane (Terra 167)
- Lo chalet dell'amore (The Christmas Chalet), regia di Jennifer Gibson - film TV (2019)
- Christmas Stars, regia di Jennifer Gibson - film TV (2019)
- The Enchanted Christmas Cake, regia di Robert Vaughn - film TV (2021)
- Un biglietto dal passato (Open by Christmas), regia di David Weaver - film TV (2021)
- North to Home, regia di Ali Liebert - film TV (2022)
- Girl in the Shed: The Kidnapping of Abby Hernandez, regia di Jessica Harmon - film TV (2022)
- Color My World with Love, regia di Peter Benson - film TV (2022)
- We Need a Little Christmas, regia di Kevin Farley - film TV (2022)
- Delitti e misteri a Gibsons (Murder in a Small Town) – serie TV, episodio 1x04 (2024)

## Riconoscimenti
- 2005 – Saturn Award
  - Nomination Best Supporting Actress on Television (Smallville)
- 2006 – Saturn Award
  - Nomination Best Supporting Actress on Television (Smallville)
- 2008 – Gemini Awards
  - Nomination Best Performance by an Actress in a Leading Role in a Dramatic Program or Mini-Series (Un matrimonio molto particolare)
- 2011 – Saturn Award
  - Nomination Best Actress on Television (Smallville)
- 2011 – Teen Choice Awards
  - Nomination Choice TV Actress: Fantasy/Sci-Fi (Smallville)

## Doppiatrici italiane
Nelle versioni in italiano delle opere in cui ha recitato, Erica Durance è stata doppiata da:
- Claudia Catani in Un matrimonio molto particolare, Supergirl
- Georgia Lepore in Smallville, Batwoman
- Valentina Mari in Verdetto finale, Un biglietto dal passato
- Cristiana Rossi in Robin Hood - Il segreto della foresta di Sherwood
- Perla Liberatori in Mistero al matrimonio
- Marcella Silvestri in The Butterfly Effect 2
- Antonella Alessandro in Charlie's Angels
- Perla Liberatori in Uno chalet per due
- Francesca Fiorentini in Saving Hope
- Angela Brusa in The Building
- Daniela Calò in 6 passi nel giallo
- Antonella Baldini in Private Eyes